# John Fletcher
John Fletcher (Rye, 1579 — Londres, 1625) foi um dramaturgo inglês do período jacobita. Seguindo William Shakespeare como escritor da King's Men, ele estava entre os dramaturgos mais prolíficos e influentes de sua época; durante sua vida e na Restauração inicial, sua fama rivalizava com a de Shakespeare.
Junto com William Shakespeare e Ben Jonson, Fletcher foi considerado por seus contemporâneos como um dos dramaturgos mais talentosos e influentes da literatura jacobina. Ele sucedeu Shakespeare como chefe da King's Men. Ao contrário de William, Fletcher não era acionista da empresa. Tornou-se um dos oito homens que estavam sempre sob contrato para inúmeros teatros na capital britânica, um privilégio que ele compartilhou com Thomas Heywood, Thomas Dekker, Philip Massinger, Shakespeare, James Shirley, William Rowley e Richard Brome.  Embora sua reputação tenha sido muito eclipsada desde então, Fletcher continua sendo uma importante figura de transição entre a tradição popular elisabetana e o drama popular da Restauração.